# ビリー・ブランクス
ウィリアム・ウェイン・"ビリー"ブランクス（William Wayne "Billy" Blanks、1955年9月1日 - ）は、アメリカ合衆国ペンシルベニア州出身のエアロビクスインストラクター、格闘家、俳優。身長181cm、体重86kg、体脂肪率6%。
独自のトレーニング「タエ・ボー」(Tae Bo)の考案者である。日本においてエクササイズDVDソフト『ビリーズブートキャンプ』で一躍、時の人となった。
日本の「ビリーズブートキャンプ」実行者のコミュニティではビリー隊長の愛称で親しまれている。
現在は大阪府茨木市在住である。また、ロサンゼルスでジムを経営している。

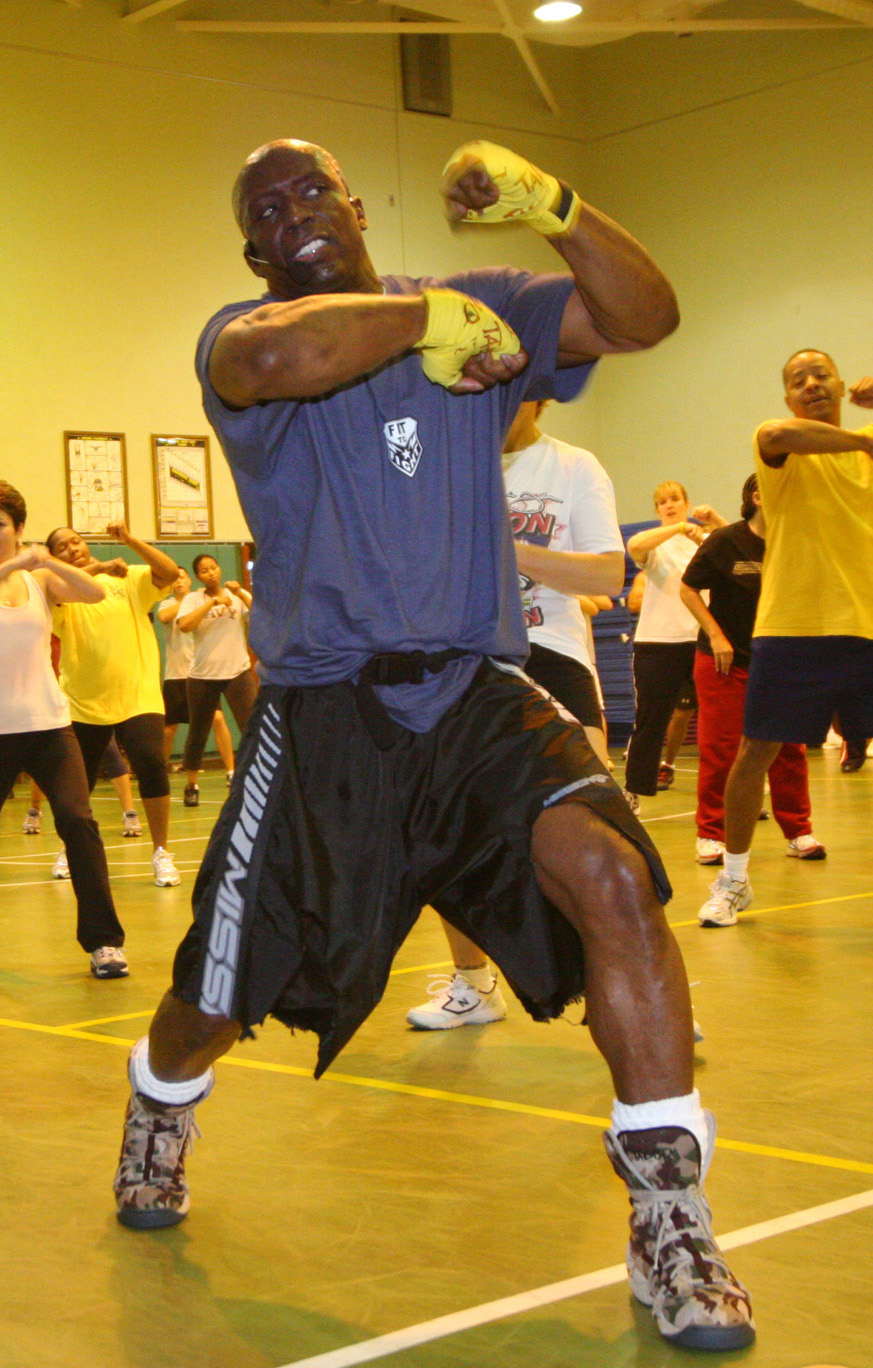
2006年

## プロフィール
1955年、ペンシルベニア州エリーにて15人兄弟の三男として生まれる。
11歳から格闘技の研究を始め、7度の空手世界チャンピオン、テコンドーの8段所持者となり、そのほか7種の武術で黒帯を取得。
1980年代、アメリカアマチュア空手チームのメンバーであり、アメリカ空手の殿堂であるアスリート・オブ・ザ・イヤーに選出。また、俳優としてのキャリアも歩み始め、テレビドラマ「ERシリーズ」などにも出演。
2008年、1974年に結婚した女性と離婚。前妻との間に2人の子供がおり、娘（前妻との結婚当時養女とした）のシェリーは、「ビリーズブートキャンプ」にも出演、父と共に来日も果たしている。息子はエアロビクスインストラクターのビリー・ブランクス・ジュニア。
2009年1月、通訳をしていた14歳年下の日本人女性と再婚、2008年11月には長女が誕生している。
2009年6月に大阪市内で挙式と披露宴を行い、7月に大阪市心斎橋にエクササイズスタジオ「ビリー・ブランクス インターナショナルスタジオ」を開設。2021年時点で、大阪府茨木市在住である。
2010年、ビリーの財務管理をしていた2名が、2007年から2010年にかけて、約9,500万円をビリーが承認していない送金や引出しを70回以上行っていた事が発覚し、金を持ち逃げされたとして、2名に対して、訴訟を起こした。

### タエ・ボー
1980年代後半、マサチューセッツ州クインシーで空手道場を開いていた頃にムエタイや空手、テコンドーの型を基にタエ・ボー・トレーニングを考案。「タエ・ボー(Tae Bo)」という名前はテコンドーとボクシングを組合わせたもの。彼はこの新しいフィットネストレーニングを広めるためにロサンゼルスに自らのフィットネスセンターを開き、ポーラ・アブドゥルなどのクライアントを持つことに成功。このエクササイズの人気は急速に高まっていった。

### ビリーズブートキャンプ
その後、陸軍の練兵軍曹としての経験を生かし「ビリーズブートキャンプ」を発案、アメリカ国内に紹介する。そして近年日本にも紹介され、一大ブームを起こしている。詳細は「ビリーズブートキャンプ」の項目を参照。

### ビリーブランクスPT24/7
ブートキャンプで日本で一躍時の人となったビリーだが、アメリカンスタイルのエクササイズが日本人に合わないことを考え、日本での暮らしを生かし、日本人にも好まれるエクササイズとしてPT24/7を発案。特徴である専用グローブは大阪の箕面の竹林でのトレーニング中に考えついたとされている。

## ビリーと日本

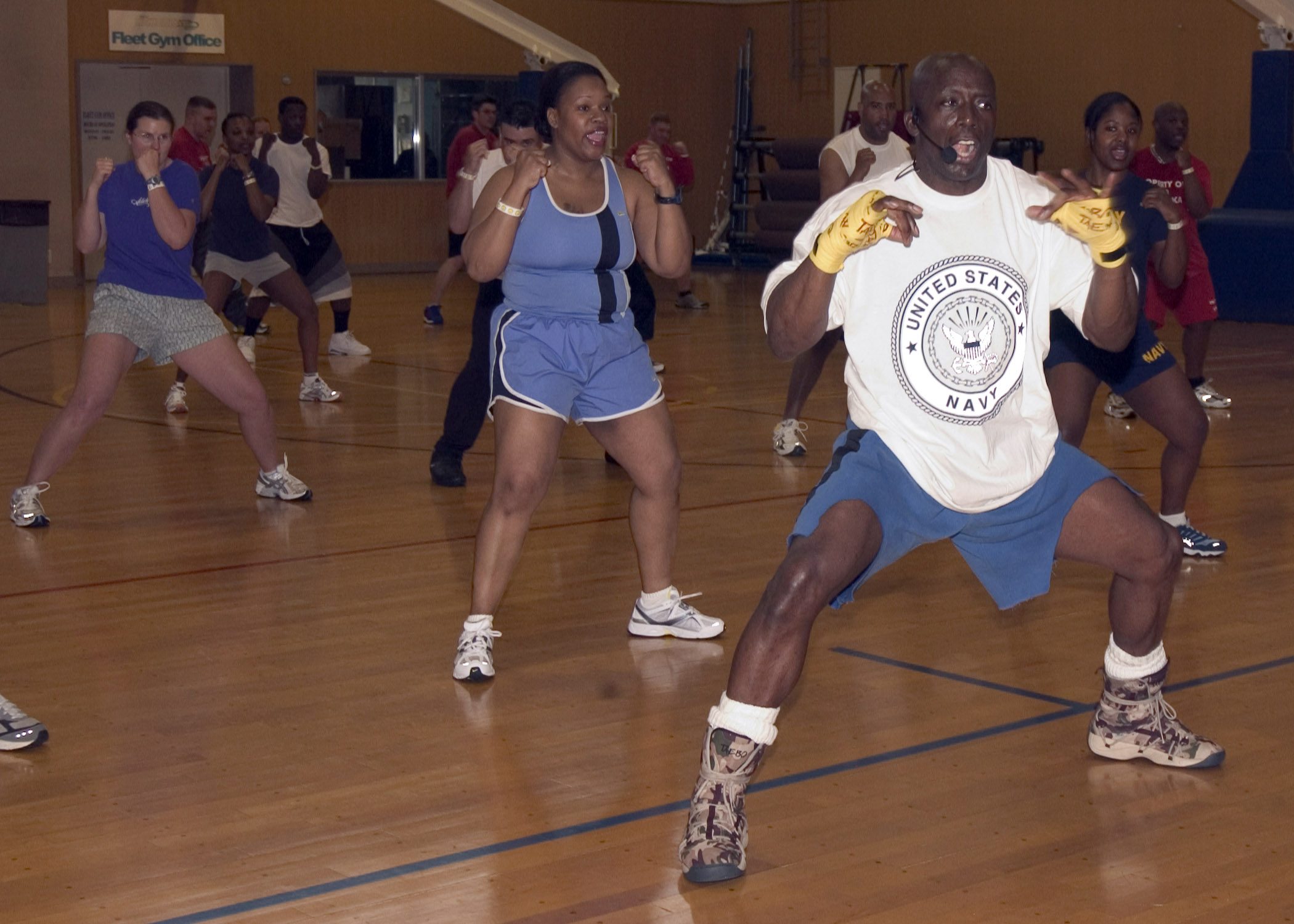
2006年、横須賀市にて

- 『ビリーズブートキャンプ』は2006年7月の日本語字幕版発売以来、日本国内のネットコミュニティ上では社会現象となるまでに人気は高まり、DVDが売れ続けている。またTVショッピング内で紹介される宣伝に興味をもって買う人も多い。日本国内ではショップジャパンのCMで使われた「最強の51歳」というニックネームが冠せられることも少なくない。
- 日本での人気を受け、2007年6月20日に来日。一時期初来日ともいわれたが、軍インストラクター時代に訪日経験があり、2度目であると同日ごろのインタビューで答えている。しかし、実際はかなりの回数の訪日経験がある模様で、2006年4月に来日し、横須賀と沖縄の米海軍の兵士たちにタエ・ボーの指導を行っている[4][5][6][7]。
- 2007年6月21日に放送された日本テレビ系『ズームイン!!SUPER』へのテレビ出演を皮切りに1週間にわたり、各種メディアに出演。6月28日に再来日を予告し、帰国。
- 10月14日に放送されたフジテレビ系の『平成教育委員会2007 学問＆スポーツ＆芸術秋まっ盛りスペシャル』で特別企画で出演をした。
- 11月3日に放送された日テレ系『世界一受けたい授業』に、講師として出演した。
- 相撲好きを公言しているビリーは、帰国する2007年6月28日には、九重部屋の名古屋宿舎（名古屋場所の為の合宿所）を訪れ、朝稽古を見学した。
- 2009年8月9日放送の朝日放送『爆笑!ふれあいコメディ こちらかきくけ公園前』に妻と出演し、『ビリーズブートキャンプ』をなんばグランド花月で出演者と一緒に行った。
- 一時大阪府茨木市に住んでいた[8]。しかし、2010年1月12日放送の『たけしの健康エンターテインメント!みんなの家庭の医学』では、箕面市に住んでいると本人が語っていた。実際には箕面市に近い茨木市域なのだが、本人の意識は「箕面」だったらしい。
- 2012年8月29日発売のFUNKY MONKEY BABYSのシングル『LIFE IS A PARTY』のジャケットに起用され、MVにも出演した。

## 逸話
- 失読症であることを公表している。
- 日本での販売権をもつオークローンマーケティングのハリー・A・ヒル社長とは武道経験者（ヒルは少林寺拳法）という縁から交友が深い。
- ビリーは軍隊では新兵教育インストラクターであったため軍務経験はなく、「ビリーズブートキャンプ」のプロモーションビデオ撮影の際に軍用ヘリコプターに乗るシーンで初めて軍用ヘリに乗った。

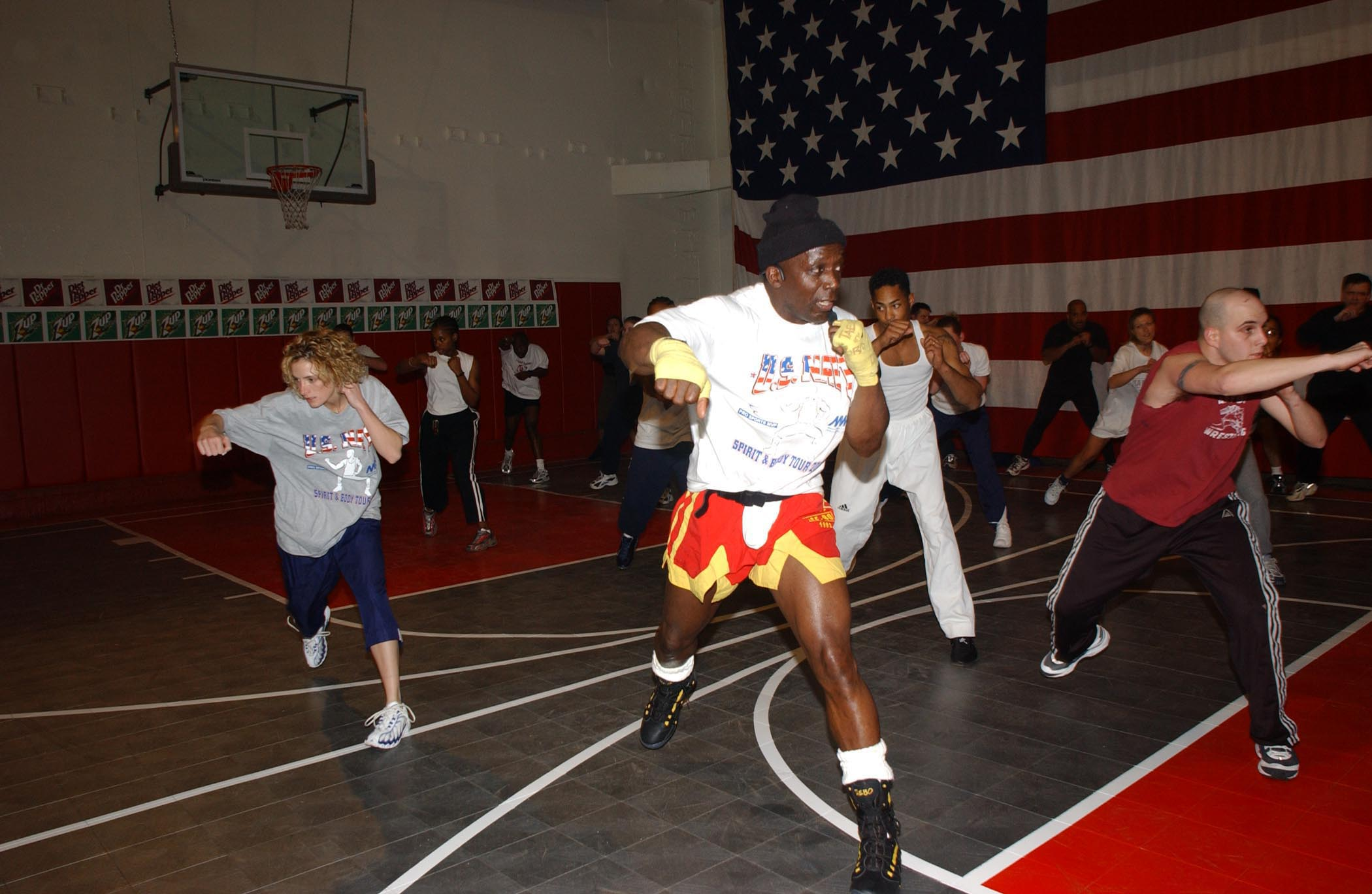
2002年1月、ラ・サール (ドック型輸送揚陸艦)にて

- 2007年9月、日本でのヒットをきっかけに、ビリーを撮りに訪れた日本人女性と知り合い日本語を教えて欲しいとビリーが頼み、日本語の講師となった。それが2009年に再婚した日本人女性であった[9]。

## 出演作品（映画）
- キング・オブ・キックボクサー - The King of the Kickboxers （1990、カーン）
- ライオンハート - Lionheart （1990、アフリカ軍兵士 ）
- ラスト・ボーイスカウト - The Last Boy Scout （1991、ビリー・コール）
- ビリー・ブランクス in ヴィクトリィィーッ!!!! キング・オブ・ドラゴン - Talons of the Eagle （1992、タイラー・ウィルソン）
- 未来警察 TC2000 - TC 2000 （1993、ジェイソン・ストーム）
- ショウダウン - Showdown （1993、ビリー・グラント）
- バック・イン・アクション - Back in Action （1993、ビリー）
- サイバー・ウォーズ - Expect no Mercy （1995、ジャスティン）
- ビリー's GUN&FIGHT! - Tough and Deadly （1995、ジョン・ポートランド）
- ビリー's KARATE MAN - Balance of Power （1996、ニコ）

## 出演作品（テレビドラマ）
- ER緊急救命室 - ER （1998、第5シーズン 第14話 破綻の序章）
- サブリナ - Sabrina, the Teenage Witch （1999、本人役）

## テレビ出演
- サラリーマンNEO 年の瀬スペシャル『教えて!Mr.ビリー』 - （2007、NHK総合）
- 世界一受けたい授業 『ビリーズフードキャンプ』 - （2007、日本テレビ）
- 世界一受けたい授業 『ビリーズネットキャンプ』 - （2019、日本テレビ）

## CD・音楽配信
シングル
- Boom Boom Wonderland（ソニー・ミュージックエンタテインメント）

2007年8月30日、着うた・着うたフルで先行配信。2007年9月19日、CD発売。2007年10月10日、DVD付きCD発売。
「Team Bootcamp featuring Commander Billy」名義。ビリーはラップを披露。
『ビリーズブートキャンプ』テーマソング。
レコチョクランキングで2007年9月度月間17位（総合） オリコン週間最高167位
アルバム
- BILLY’S BOOTCAMP SERIES 1「入隊せよ! RECRUIT」（ソニー・ミュージックエンタテインメント）
- BILLY’S BOOTCAMP SERIES 2「限界に挑戦せよ! FALL IN」（ソニー・ミュージックエンタテインメント）
- BILLY’S BOOTCAMP SERIES 3「腹を割れ! LISTEN UP」（ソニー・ミュージックエンタテインメント）
- BILLY’S BOOTCAMP SERIES 4「諦めるな! SOUND OFF」（ソニー・ミュージックエンタテインメント）

以上の4作は、2007年9月19日に同時発売。